# Laurent Karila
Laurent Karila est un psychiatre français, médecin à l'hôpital Paul-Brousse (AP-HP), spécialisé dans l'addictologie. Il est professeur d’addictologie et de psychiatrie à l’université Paris-Saclay.

## Biographie
Laurent Karila naît le 6 février 1973 à Paris. De 1991 à 1999, il étudie à la faculté de médecine Saint-Antoine à Paris, puis fait son internat au CHR de Lille de 1999 à 2004. En 2004, il intègre le service de psychiatrie et addictologie à l'hôpital Paul-Brousse (AP-HP) à Villejuif. Il est nommé PU-PH dans ce département. Il fait partie de l'Unité de recherche PSYCOMADD à l'université Paris Saclay.

## Carrière professionnelle

### Activités médicales et universitaires
Laurent Karila obtient son diplôme d'études spécialisées en psychiatrie (faculté de médecine Henri Warembourg, université Lille-II) en 2004. L'année suivante, il obtient son diplôme d’études spécialisées complémentaires d’addictologie avec un travail de mémoire sur l’exposition prénatale au cannabis (université Paris-Sud). En 2012, il est docteur en sciences avec sa thèse d’université intitulée Le modèle CAIMAN : clinique, neuropsychologie, imagerie et traitements pharmacologiques de la dépendance à la cocaïne (École doctorale 3C, université Pierre-et-Marie-Curie, Paris-VI),.
ll obtient une habilitation universitaire sur la thématique des addictions à l'université Paris-Sud en novembre 2017. Il consulte à l'hôpital Paul-Brousse. Il a monté un programme spécifique depuis 2008 concernant l'addiction sexuelle / trouble hypersexualité, et s'occupe des problèmes liés aux écrans et à Internet (smartphones, réseaux sociaux, jeux en ligne, jeux vidéo...).
Il souligne par ailleurs que l'épidémie de Covid-19 « a fait augmenter de 25 % les troubles psychiatriques ».

### Activités institutionnelles
Laurent Karila est porte-parole et président du comité scientifique de l'association SOS Addictions et vice-président de la Collégiale d’addictologie (AP-HP) et du Collège universitaire national des enseignants d’addictologie).
Il co-organise avec William Lowenstein le congrès virtuel E-ADD sur les addictions, avec le soutien ce la MILDECA.

### Activités musicales
Laurent Karila est rédacteur/ blogueur du site Hard Force Magazine depuis 2013. Il interviewe des artistes dans le domaine du Metal, fait des chroniques d'albums et des chroniques de concerts. Il décrit lui-même le Metal comme une "addiction positive", c'est-à-dire qui ne génère aucune souffrance.
Avec Renaud Hantson, il a écrit les paroles des albums AddictionS — devenu un projet de prévention validé par la Mission interministérielle de lutte contre les drogues et les conduites addictives (MILDECA) —, Psychiatric et Sex Opera pour le groupe Satan Jokers.

## Publications
- Psychiatrie, pédopsychiatrie, addictologie (ECN/iECN) Editions MedLine, 2013,  (ISBN 978-2818308578)
- Accro. Jeux, réseaux sociaux, bouffe, sexe, travail, les clés pour se sortir des nouvelles addictions, Éditions Marabout, 2015,  (ISBN 978-2501090568)
- Votre plaisir vous appartient : Pratiques, conseils, obstacles : le guide de la sexualité 2.0, Flammarion, 2016,  (ISBN 978-2081356047)
- Idées reçues sur les addictions, rééd. Éditions du Cavalier bleu, 2017,  (ISBN 979-1031802145)
- (coll.) Traité d’addictologie, avec Michel Reynaud, Amine Benyamina, HJ Aubin, Éditions Lavoisier, 2016,  (ISBN 978-2257206503)
- Tous addicts, et après ?, avec William Lowenstein, Flammarion, 2017,  (ISBN 978-2081396180)
- Idées reçues sur l'addiction à l'alcool : Comprendre et sortir de la dépendance, Éditions du Cavalier bleu, 2018,  (ISBN 979-1031802671)
- Addictions : Dites-Leur Adieu, Editions Mango, 2019,  (ISBN 2317019653)
- L'Alcoolisme au féminin, Editions Leduc.S, 2020,  (ISBN 1028516584)
- Docteur : Addict ou pas ?, Harper Collins, 2024,  (ISBN 9791033915782)